# La Saga des anges déchus
 (janvier 2013).
 (janvier 2013).
La Saga des anges déchus (titre original : Hush, Hush series) est une série de romans fantastique pour jeunes adultes de Becca Fitzpatrick.
Elle est constituée de quatre tomes, comprenant Hush, Hush, Crescendo, Silence et Finale.
La série a été pour la première fois publiée le 13 octobre 2009 et s'est achevée le 23 octobre 2012 aux États-Unis.

## Présentation
Dans la ville brumeuse de Coldwater, Nora tente de mener une vie ordinaire depuis la mort violente de son père. Lors d'un cours de biologie, elle fait la connaissance de Patch. Il est séduisant, mystérieux, toutes les filles en sont folles, mais Nora est perplexe. Comment Patch peut-il en savoir autant sur son compte ? Pourquoi est-il toujours sur sa route quand elle cherche à l'éviter ? Sans le savoir, Nora se retrouve au beau milieu d'un combat séculaire agitant des êtres dont elle ne soupçonnait même pas l'existence. Et en tombant amoureuse de Patch, elle va découvrir que la passion peut être fatale.

### Tome 1:Hush, Hush
Description de l'éditeur :
Vendu plus d’un an avant sa sortie dans plus de vingt pays, Hush, Hush nous entraîne au cœur d’un conflit millénaire : celui des anges déchus contre les Nephilim, qui sont à la fois anges et humains.
Dans la ville brumeuse de Portland, Nora tente de mener une vie ordinaire depuis la mort violente de son père quelques mois plus tôt. Lors d’un cours de biologie, elle fait la connaissance de Patch, qui vient d’arriver en ville. Il est séduisant, mystérieux, toutes les filles en sont folles, mais la vie de Nora est déjà bien trop remplie. 
Comment Patch peut-il en savoir autant sur son compte ? Pourquoi se retrouve-t-il toujours sur sa route quand elle cherche à l’éviter. Alors que les deux adolescents se rapprochent, Nora prend peur. Un inconnu masqué attaque sa voiture, sa chambre est fouillée, mise à sac, et quand elle appelle la police, tout est miraculeusement rentré dans l’ordre. 
Sans le savoir, Nora est devenu l’objet de la guerre qui agite les anges déchus et les Nephilim. Et en tombant amoureuse de Patch, elle va découvrir que la passion peut être fatale.

### Tome 2:Crescendo
Description de l'éditeur :
Crescendo est la suite du roman à succès Hush Hush. Avec cet opus, c'est avec fébrilité que l'on replonge dans l'univers de Nora et de son mystérieux et amoureux ange gardien, pour une aventure tout aussi tragique et dangereuse que le premier tome à succès Hush Hush. Cette fois, c'est dans le passé de son père assassiné qu'elle est amenée malgré elle à fouiller. Au péril de sa vie...
Nora savoure enfin le bonheur dans les bras de Patch, son âme sœur, son ange gardien. Mais le meurtre de son père revient la hanter. Alors même que Patch est de plus en plus insaisissable et distant… Et si le garçon était mêlé à cette disparition ? À moins que le drame n'ait un lien avec le conflit ancestral opposant anges déchus et Néphilims…
Secrets, dissimulations, mensonges… Nora est seule face à ses doutes. Mais lever le voile sur la vérité peut parfois se révéler fatal…

### Tome 3:Silence
Description de l'éditeur :
Après une lutte acharnée entre deux mondes que tout oppose, une quête désespérée vers un amour qui semblait voué à l échec, Patch et Nora voient leur passion mise à l épreuve. Quand Nora se réveille à l'hôpital, elle apprend qu elle est portée disparue depuis plusieurs mois. Seulement, Nora ne se souvient de rien de ce qui s est passé pendant toute cette période, ni même d'avoir rencontré celui qui a
bouleversé sa vie, Patch.
Alors que tous tentent de lui cacher son existence, Nora est persuadée que quelqu'un l'attend. Tandis que sa vie est plus que jamais menacée, la jeune femme suivra obstinément son cœur et remuera ciel et terre pour retrouver la personne qui lui apparaît en rêve.
Avec cette suite inattendue, Becca Fitzpatrick saisit son lecteur et l entraîne dans une saga haletante au souffle romantique inoubliable.
Ce tome est traduit de l'américain par Marie Cambolieu.

### Tome 4:Finale
Description de l'éditeur :
En tombant amoureuse de Patch, un ange déchu, Nora a dit adieu à une vie ordinaire. Pourtant, elle ne s'attendait pas à se retrouver à la tête d'une armée de néphilims, les ennemis jurés de celui qu'elle aime. Alors que leur histoire d'amour est plus dangereuse que jamais, Nora se retrouve face à un choix impossible : prendre le commandement des néphilims et déclarer la guerre à Patch ou refuser le combat et condamner à mort sa famille et ses amis.
Avec Finale, Becca Fitzpatrick signe un dénouement retentissant à la grande saga qui l'a rendue célèbre dans le monde entier.

## Personnages

### Nora Grey
Nora Grey, le personnage principal, est une lycéenne de Coldwater. Elle est la fille biologique de Hank Millar qui est un Néphilim. Au début de l'histoire, elle vient de perdre son père qui est mort assassiné. Elle vit à Coldwater, dans une ferme, avec sa mère Blythe. Dans le tome 2 Crescendo, nous apprenons que son père n'est pas Harrison Grey, mais Hank Millar, le père de sa pire ennemie, Marcie Millar. Elle a failli être tuée plusieurs fois : par Chauncey Langeais (plus connu sous le nom de Jules), par Dabria, puis plus généralement par des Nephilims ou des déchus. Elle rompt avec Patch dans le tome 2, car selon elle, sa relation avec Patch est vouée à l'échec à cause des archanges.
 Lorsqu'elle perdra la mémoire à la suite de son enlèvement (début du tome 3), elle fera tout afin de savoir ce qu'il s'est passé ces cinq derniers mois et également à qui appartiennent ces yeux noirs qui l'obsèdent. On apprendra juste avant son serment de sang avec Hank Millar que lors de son enlèvement, il lui a injecté de son sang afin d'en faire une Nephilim de sang pur afin qu'elle dirige son armée contre les déchus lors du mois hébreu d'Heshvan.

### Patch Cipriano
Patch Cipriano, le second personnage principal, est un ange déchu (c'est-à-dire un ange à qui l'on a arraché les ailes) qui deviendra l'ange gardien de Nora en refusant son sacrifice à la fin du premier tome. C'est un homme mystérieux, dont il est difficile de savoir ce qu'il pense. Dès le début, il est froid et distant. Plus tard, nous apprendrons que c'est lui qui a convaincu le professeur de biologie de changer le plan de classe, afin qu'il soit à côté de Nora. Lorsque Nora se sacrifie dans le gymnase pour échapper à Jules, il le refuse et devient un ange gardien. Mais cela ne durera pas longtemps car lorsque la jeune fille est enlevée par Hank, il fait un échange avec lui : le fait que Nora ne soit pas blessée contre ses ailes. Il redevient alors un déchu. 
Lors de la bataille finale dans le tome 4, quand Nora fit avec lui un serment de sang concernant leur couple, il reçoit un cadeau des archanges : il ressent des choses. Car étant un ange, il pouvait avoir des émotions, mais ne pouvait pas sentir les sensations.

### Vee Sky
C'est la meilleure amie de Nora, il se trouve que par la suite elle avouera a Nora qu'elle est, elle aussi, une Néphilime.

### Marcie Millar
Elle est la fille de Hank Millar et la demi-sœur de Nora Grey qui ne l'aime pas beaucoup. C'est une vraie peste, mais si fragile au fond d'elle... Nora apprendra a la découvrir au fil des tomes.

### Autres personnages
- Dabria (ou Mlle. Greene) est un ange  de la mort. Elle est amoureuse de Patch et veut tuer Nora pour qu'il ne devienne pas humain en la sacrifiant. Elle joue la remplaçante du psychologue.
- Chauncey Langeais (ou Jules) est l'ancêtre néphilim de Nora et le vassal Néphil de Patch. Il disparaît à la fin du premier tome à cause du sacrifice de Nora.

- Elliot Saunders est l'acolyte humain de Chauncey qui l'aide tout au long du premier livre. Il disparaît après la fin du tome.

Au fur et à mesure que l'histoire avance, des personnages feront leurs apparitions comme Scott Parnell (néphil et ami d'enfance de Nora, il deviendra un personnage important de l'histoire), Dante (un des personnages principaux du tome 4 Finale. Il fait son apparition à la fin du tome 3 Silence, celui-ci doit entraîner Nora dans son entrainement pour l'aider à rester le leader de l'armée Néphil. Il s’avèrera être en fait un ennemi redoutable), Pepper (archange dit « en mission » sur terre), Blakeily (bras droit de Hank Millar, joue les savants fous pour mettre au point des armes et potions qui stimulent les performances physiques des Néphils), Lisa Martin (un des membres les plus imminents après « la main noire » [Hank] dans l'armée Néphil), Rixon (ange déchu et meilleur ami de Patch, il retournera sa veste en tentant de tuer Nora. Son vassal est Hank Millar. Mais il sera envoyé en enfer par Patch ; il refera une petite entrée à la fin du tome 4 Finale), Blyth (mère de Nora, fait des apparitions dans tous les tomes mais elle sera plus impliquée dans le tome 3 Silence. Elle n’apprécie pas Patch et n'aime pas la liaison que lui et sa fille entretiennent). Il y a aussi des personnages secondaires comme Gabe ou « le cow-boy ».

## Éditions
Quatre tomes sont parus en français à ce jour, aux éditions Le Masque en grand format puis au format poche aux éditions Pocket.
- Hush, Hush : couverture représentant Patch Cipriano qui tombe du ciel et perd ses plumes.
  - éditions Le Masque paru en format broché le  14 avril 2010  (ISBN 978-2702434543).
  - éditions Pocket paru en format poche le 3 mars 2011  (ISBN 978-2266210492).
- Crescendo : couverture représentant Nora Grey avec une plume, le dos tourné à un orage.
  - éditions Le Masque paru en format broché le 9 mars 2011  (ISBN 978-2702434550).
  - éditions Pocket paru en format poche le 1er mars 2012  (ISBN 978-2266222211).
- Silence : couverture représentant Nora Grey dans les bras de Patch Cipriano, ailes déployées.
  - éditions Le Masque paru en format broché le 7 mars 2012  (ISBN 978-2702436929).
  - éditions Pocket paru en format poche le 7 mars 2013  (ISBN 978-2266232302).
- Finale : couverture représentant Patch et Nora, au bord d'une falaise.
  - éditions Le Masque paru en format broché le 7 novembre 2012  (ISBN 978-2702438350).
  - aucune édition Pocket.

## Adaptation

### Adaptation cinématographique
Le 4 décembre 2012, Becca Fitzpatrick annonce sur son site Web que les droits du livre ont été vendus à LD Entertainment. Becca avait auparavant affirmé ne pas vouloir vendre les droits du film.
Patrick Sean Smith a été chargé de la conversion du livre en script. Pour les acteurs qui interpréteront les personnages, rien n'a encore été dévoilé : les auditions n'ont pas encore commencé. Becca a toutefois confié que, lorsqu'elle a commencé à écrire Hush, Hush (il y a dix ans), elle imaginait Emmy Rossum en Nora et Steven Strait en Patch. Toutefois, elle ajoute aussi que, selon elle, les acteurs sont rendus trop vieux pour jouer Patch et Nora .
Le tournage commencerait en automne 2013 et le film serait prévu pour 2014 ou 2015.
Mais l'auteur a récemment annoncé que le moment pour cette adaptation était mal choisie et donc qu'elle n'était plus prévue pour le moment.
Le 20 juillet 2018, Becca a publié une mise à jour indiquant qu'un film de Hush Hush serait mis en production «très bientôt» [6]. BCDF Pictures, avec Kalahari Film & Media, a annoncé que Kellie Cyrus dirigerait le film - qui est surtout connu pour avoir réalisé The Vampire Diaries et The Originals, ainsi qu’un épisode de la prochaine série dramatique You from Greg Berlanti et Sera Gamble. 
Nora sera interprété par Liana Liberato et Patch sera interprété par Wolfgang Novogratz. Les autres personnes seront dévoilées dans les prochaines semaines. 
Le tournage est prévu pour Octobre 2018 et sa sortie varie entre 2019 et 2020. 
Kellie a signé un contrat pour les quatre tomes, c’est-à-dire quatre films. Si le premier film remporte un succès, les trois autres précèderont.

### Adaptation en comics
Une adaptation graphique de Hush, Hush a vu le jour le 20 mars 2012 aux États-Unis, dessinée par Jennyson Rosero, aux éditions Sea Lion Books, le premier roman graphique est de 120 pages. 
Le premier roman, Hush, Hush, sera adapté en trois graphic novel.